# Louis Favé
Louis Eugène Napoléon Favé (né dans l'ancien 10e arrondissement de Paris le 18 juillet 1853 et décédé dans le 16e arrondissement de Paris le 30 juillet 1922) est un ingénieur qui a fait ses premiers pas avec Bouquet de la Grye sur le littoral français de la Manche et de l'Atlantique de 1876 à 1880.

## Biographie
En 1881-1882, il est chargé de relever les côtes du Tonkin et d'Haï Nan, il participe avec Henri Rivière à la prise d'Hanoï. De 1883 à 1885, il travaille sur les côtes bretonnes et corses avant d'être envoyé à Madagascar. Ce travail lui permet de mener à bien, en 1887 et 1888, la triangulation de la côte nord-ouest de l'île sur près de cinq cents kilomètres, du cap d'Ambre à la baie de Narinda.
Il est membre du Service géographique de l'armée, du Bureau des longitudes, de l'Académie des sciences. Louis Favé est aussi le concepteur de nombreux instruments hydrographiques et géodésiques de précision.

## Œuvres
- « Rapport sur la mission hydrographique de Madagascar en 1887 - 1888 », Annales hydrographiques, 1890.
- Instructions nautiques sur la côte sud de la France et les côtes de Corse, 1899.

## Sources
- Numa Broc, Océanie - Dictionnaire illustré des explorateurs et grands voyageurs français du XIXe siècle. Édition CTHS, Paris 2003. p. 166.